# Bundesstraße 267
Pour les articles homonymes, voir Route 267.
La Bundesstrasse 267 est une Bundesstraße du Land de Rhénanie-Palatinat.

## Géographie
La Bundesstraße 267 traverse la vallée de l'Ahr d'Altenahr en passant par Mayschoß et Dernau jusqu'à Bad Neuenahr-Ahrweiler.
La route panoramique le long de l'Ahr, qui longe tout le parcours sous le nom d'Ahr-Rotweinstraße, est accompagnée par l'Ahrtalbahn. Dans le quartier de Marienthal à Dernau se trouve l'ancien bunker du gouvernement fédéral qui devait servir les organes constitutionnels de Bonn comme siège alternatif en cas de crise et guerre. Le B 267 se termine dans le quartier de Bad Neuenahr et rejoint les B 266 et A 573.

## Source
- (de) Cet article est partiellement ou en totalité issu de l’article de Wikipédia en allemand intitulé « Bundesstraße 267 » (voir la liste des auteurs).

1. ↑  (de) « Die Bundes- und Reichsstraßen in Deutschland - Nr. 166 bis 327 » [archive du 18 février 2009], sur home.arcor.de (consulté le 16 juillet 2025)